# Maison Popović-Predić
La maison Popović-Predić (en serbe cyrillique : Кућа Поповић-Предић ; en serbe latin : Kuća Popović-Predić) est située à Belgrade, la capitale de la Serbie, dans la municipalité urbaine de Savski venac. Construite en 1937, elle est inscrite sur la liste des biens culturels de la ville de Belgrade.

## Présentation
La maison a été bâtie par les frères Bogdan, Dimitrije et Pavle Popović en 1937, dans le quartier de Senjak, où les Belgradois possédaient autrefois des villas d'été. La maison a été conçue par l'architecte Mihailo Radovanović, sur le modèle des maisons alors à la mode.
La maison est située à l'ange d'un vaste domaine, qui, à son plus haut, offre une belle vue sur les quartiers de Topčider et de Banovo brdo.

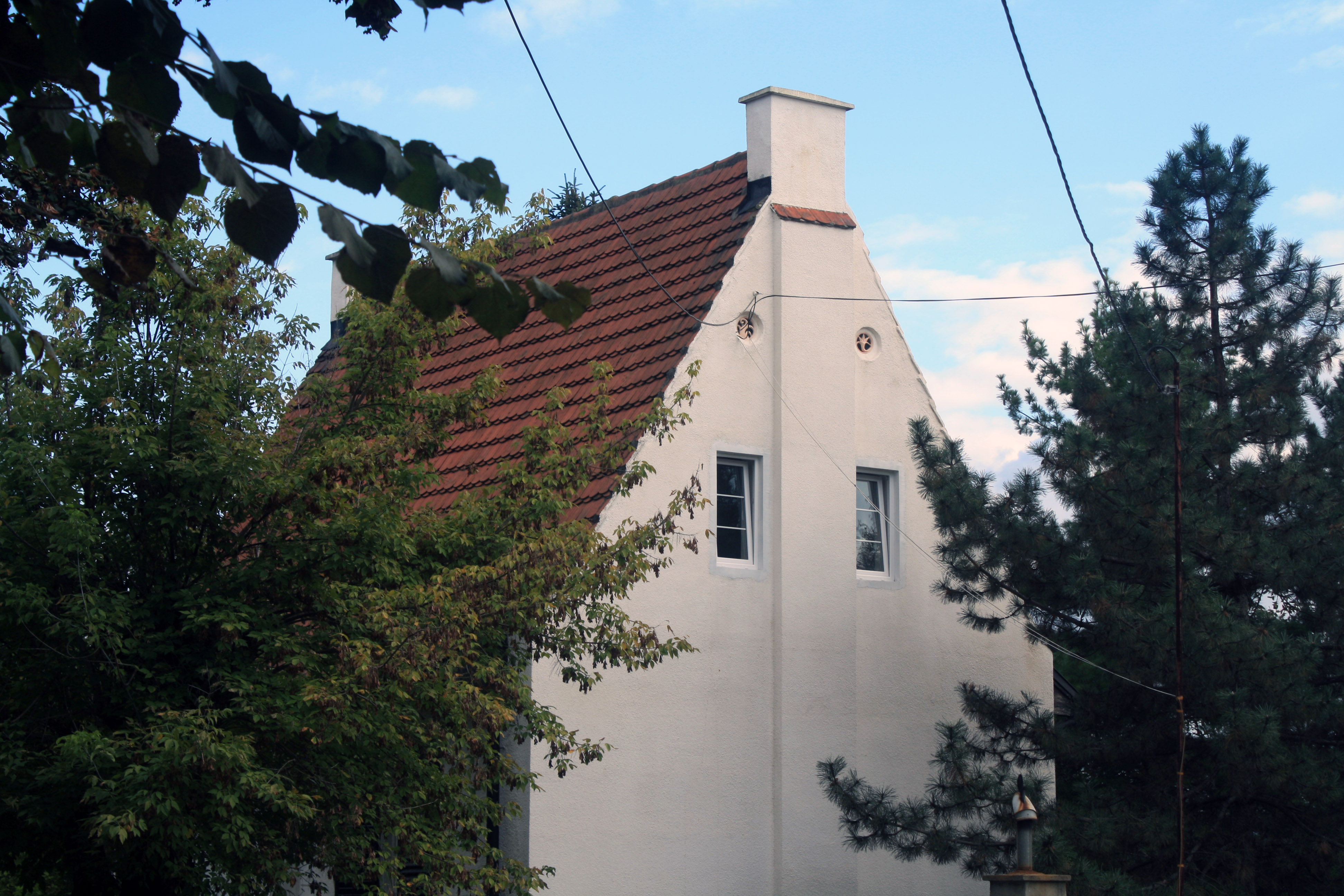
Autre vue de la maison

La maison est de dimensions modestes et sans prétentions architecturales, tout comme les autres maisons alentour. L'importance du lieu tient au fait qu'elle a été habitée par des personnalités éminentes : Bogdan Popović (1863-1944), critique littéraire et artistique, Dimitrije Popović (1866-1940), ambassadeur de Serbie et personnalité politique, et Pavle Popović (1868-1939), historien de la littérature.
Milan Predić (1881-1972), spécialiste du théâtre et directeur du Théâtre national de Belgrade, était aussi le neveu du peintre Uroš Predić (1857-1953), qui vécut et travailla dans la maison pendant de nombreuses années ; après la mort du peintre de nombreux documents, objets personnels et œuvres picturales sont restés dans la maison.